# Soyuz T-10
Soyuz T-10 fue una misión espacial soviética tripulada realizada en una nave Soyuz T. Fue lanzada el 8 de febrero de 1984 desde el cosmódromo de Baikonur mediante un cohete Soyuz hacia la estación Salyut 7 con tres cosmonautas a bordo. 
La tripulación llevó experimentos, correo y otras cargas a la Salyut 7. Durante la misión se realizaron tres EVA para reparar una conducción de combustible averiada.

## Tripulación
- Leonid Kizim (Comandante)
- Vladímir Solovyov (Ingeniero de vuelo)
- Oleg Atkov (Especialista científico)

### Tripulación de respaldo
- Vladimir Vasyutin (Comandante)
- Viktor Savinykh (Ingeniero de vuelo)
- Valeri Polyakov (Especialista científico)